# 奮勇廣場站
奮勇廣場站（羅馬化：Ploshchad Muzhestva）是聖彼得堡地鐵基洛夫－維堡線的一個車站，開通於1975年12月31日。奮勇廣場站的裝飾以灰色大理石為主。 